# Regnum Plaza
Regnum Plaza (en uzbeko: Регнум Плаза; en ruso: Регнум Плаза) es un complejo de edificios de uso mixto situado en el centro de Taskent, la capital de Uzbekistán.  Regnum Plaza es el edificio más grande y la ciudad inteligente de Uzbekistán y Asia Central. El 11 de junio de 2020, luego de la etapa de proyecto, Uzbekistán y Turquía firmaron un acuerdo entre los dos países sobre la construcción de Regnum Plaza.
Regnum Plaza  está compuesto por cinco edificios cuya superficie total supera los 500 000 00 m².  El complejo también incluye dos torres de oficinas de 10 y 15 plantas, respectivamente, y una torre residencial de 13 plantas. El quinto edificio del complejo es un hotel de 11 plantas.
El centro comercial de Regnum Plaza fue inaugurado el 2 de diciembre de 2020. Tiene dos niveles de tiendas y restaurantes con una superficie total de.

## Historia
Tras el anuncio del inicio de la construcción del proyecto Regnum Plaza en la ciudad de Tashkent, Murad Buildings, promotora del Lote 4, lleva dos años negociando con empresas de Japón, Singapur, América y otros países.
Más de 500 especialistas trabajaron en el desarrollo del proyecto de construcción. El diseño urbano dentro de la ciudad fue desarrollado por diseñadores uzbekos.
Zetas Zemin Teknolojisi AS (Turquía), especializada en el estudio del suelo para los cimientos de edificios de varias plantas, se dedicaba al estudio de la composición del suelo.
La gestión del proceso de construcción, costes y plazos, control de calidad, ecología, seguridad y protección laboral estuvo a cargo de la empresa francesa Bureau Veritas. La apariencia y el diseño del complejo se confiaron a la oficina de arquitectura MB STUDIO de Uzbekistán.
En la primera presentación del proyecto en el hotel Hyatt Regency Tashkent el 5 de marzo de 2023, el jefe de la empresa desarrolladora señaló lo siguiente:
"Este será el primer proyecto urbano dentro de una ciudad en el país, y Uzbekistán será el propietario de uno de los proyectos más grandes con una solución arquitectónica única en Asia Central.
El 29 de abril de 2023 se realizó una conferencia de prensa, donde los representantes de las empresas desarrolladoras presentaron el plano arquitectónico del objeto, y se anunció el nombre oficial del rascacielos.
El 14 de septiembre de 2023 se inició la venta de locales en el rascacielos.

## Especificaciones y códigos de construcción
Al diseñar el edificio, se tuvieron en cuenta varios riesgos:
- Las pruebas de resistencia sísmica realizadas en la Universidad de Tashkent demostraron que el edificio diseñado puede resistir un terremoto de hasta 9 puntos.[2]
- La empresa alemana RWDI probó el efecto del viento en la fachada del edificio. También se llevó a cabo un análisis CFD especial, el análisis mostró la comodidad de los peatones cerca del edificio.
- Las rutas de escape del edificio están protegidas del humo gracias a las soluciones del sistema de ventilación. Los incendios en el edificio están controlados por un sistema inteligente incorporado.
- Para probar la capacidad de carga del suelo, se construyeron 28 pozos de prueba con una profundidad de hasta 27 metros y se llenaron con una mezcla de concreto especial. Después de 28 días, cuando el hormigón alcanzó el 90 % de su resistencia, se realizaron pruebas para determinar su capacidad real para interactuar con el pilote. Cada columna fue sometida a una presión de 1400 toneladas. Por primera vez en Uzbekistán, la fundación Barrett se utiliza para la construcción de un edificio. Por primera vez en Uzbekistán, se utiliza hormigón de grado m800 para construir un rascacielos. En particular, para dotar al futuro complejo de hormigón de marca especial, se construyó una planta de hormigón en las afueras de Tashkent, en la que se invirtieron 4 millones de dólares.[4]

## Cualidades particulares
Regnum Plaza cuenta con 1.061 apartamentos de lujo de 1 a 5 dormitorios y de 37 a 511 m2 y equipado con un sistema de "casa inteligente". Con su ayuda, puede controlar de forma remota todos los sistemas de la casa. La casa está equipada con cámaras de video vigilancia las 24 horas, el servicio de seguridad está funcionando. El edificio está rodeado de canchas de fútbol, canchas deportivas, áreas recreativas, supermercados, parques y otras áreas públicas, incluyendo habitaciones, salas de conferencias, spa, gimnasio, piscina, biblioteca, entre otros. Las cuestiones comunales, técnicas y domésticas del complejo están a cargo de una empresa de gestión privada.